# استفان ویلیامز
استفان ویلیامز (انگلیسی: Stephen N. Williams؛ زادهٔ ۱ ژانویهٔ ۱۹۵۵) متکلم، نویسنده و مدرس که پس از بازنشستگی از شغل تدریس به عنوان استاد افتخاری الهیات در دانشگاه کوئینز بلفاست در سال ۲۰۱۷ منصوب شد.
اگرچه حوزه‌های حرفه ای اصلی او الهیات و تاریخ فکری است، اما ویلیامز همچنین به حوزه اخلاق زیستی علاقه‌مند است، در هیئت تحریریه اخلاق و پزشکی خدمت کرد و در کنفرانس افتتاحیه مرکز اخلاق زیستی و کرامت انسانی ایالات متحده در سال ۱۹۹۴ سخنرانی کرد. در طول سال ۲۰۱۸ ویلیامز یک فلوشیپ تحقیقاتی در مرکز هنری در مدرسه الهیات انجیلی ترینیتی برگزار کرد که "به تحقیق در مورد ارتباط بین درک مسیحی از آفرینش و فلسفه‌هایی که زمینه‌ساز پیشرفت در هوش مصنوعی هستند.
کتاب‌های او عبارتند از: "مکاشفه و آشتی: پنجره ای بر مدرنیته" (انتشارات دانشگاه کمبریج، ۱۹۹۵). "سایه دجال: نقد نیچه از مسیحیت" (مطبوعات آکادمیک بیکر، ۲۰۰۶) و "انتخاب فیض: معمایی بدون راه حل؟" (Eerdmans، 2015).
او عقیده دارد انسان محوری مانع از برخورد بشر با بحران‌های زیست‌محیطی در جهان می‌شود.